# Salsa Worcestershire

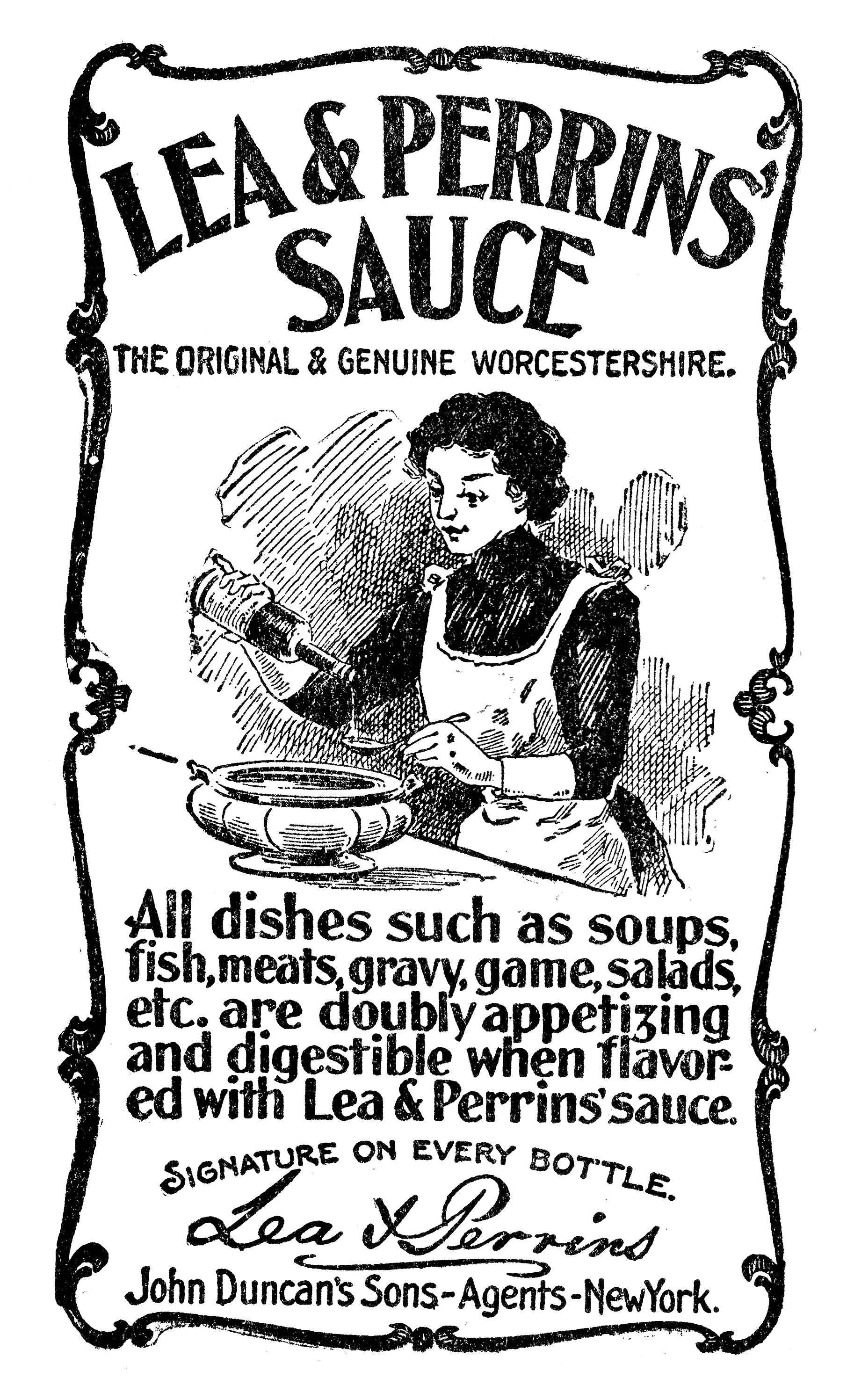
Anuncio de la salsa Worcestershire procedente de los años 1900.

La salsa Worcestershire, también conocida simplemente como salsa Worcester o salsa inglesa o salsa Perrins, es un condimento líquido fermentado usado como saborizante de salsas, sobre todo en la cocina inglesa. Se elabora con vinagre, melaza, jarabe de maíz, agua, pimiento o pimentón, salsa de soja, tamarindo, anchoas, cebollas, chalotas, vino en ocasiones, clavo de olor y ajo. Se considera un potenciador del sabor empleado en diversos platos, tanto cocidos como crudos, y en la cocina inglesa se aplica a la carne de res.
Muchas salsas han tenido fama por el contacto intercultural de dos o más pueblos. Así como el garo, una salsa fermentada de anchoas, pudo haber nacido debido a la pujanza grecolatina en el mar Mediterráneo, se considera que la salsa Worcestershire ha sido uno de los muchos legados del contacto entre la cocina india y la inglesa. Mientras que algunas fuentes mencionan que las salsas de anchoa fermentada empezaron a circular por mercados de Europa en el siglo XVII, la salsa Worcestershire no se hizo popular hasta los años 1930.

## Historia
Una leyenda popular ampliamente extendida menciona cómo lord Marcus Sandys, un exgobernador de Bengala (una figura completamente desconocida para la historia, a excepción de este cuento) la saboreó en la India en los años 1830, pero parece que al volver a su país y con el paso del tiempo la olvidó, y con el motivo de poder recordarla intentó que los farmacéuticos de su localidad lograran reproducir sus aromas y sabores. Sin embargo, una historia publicada privadamente por la empresa Lea & Perrins por un exempleado, menciona que: «No existe un lord Sandys que fuera gobernador de Bengala, o tal y como pueda conocerse, incluso que estuviera en la India».
El lord en cuestión, cuya identidad ha sido secretamente develada por Lea & Perrins (quien afirma en el envasado de su botella que la salsa es la misma «procedente de la receta de un noble en el condado») pudo haber sido Arthur Moyses William Sandys, segundo barón Sandys (1792–1860) del condado de Ombersley, Worcestershire, teniente coronel y político, miembro de la cámara de los Comunes, cuyo nombre fue confundido con su hijo heredero: Arthur Marcus Cecil Sandys, tercer barón Sandys (1798–1863), quien no le sucedió en el título hasta el año 1860. La baronía en la familia Sandys fue recibida en 1802 por la segunda madre del barón, Mary Sandys Hill, de esta forma si se adapta la historia a las fechas, el lord Sandys era en aquella época una lady. No existen referencias veraces que permitan identificarla a ella, a no ser la mujer que aparece en las etiquetas de los envases originales, que seguro de ser así se entendería como una falta de decoro de la nobleza de la época. Es muy posible que la mujer de la etiqueta sea un agregado comercial con el objeto de introducir mejor la salsa en el mercado.

## Platos en los que se emplea la salsa
Una de las formas más simples de uso de la salsa Worcestershire es una variación del sándwich mixto (cheese on toast o Welsh rabbit) donde la salsa se añade en forma de unas gotitas durante la fase de grill. Hay recetas que lo vierten en los espaguetis boloñeses, aunque no es receta originaria. Es práctica usual en Hong Kong comer un filete con unas gotas de salsa Worcestershire. Es común su uso como ingrediente de pizza, o la sopa inglesa de cebolla con salvia y queso chédar, ideada por el cocinero inglés Jamie Oliver. También es un ingrediente esencial en la ensalada César y del cóctel bloody mary.
A la salsa rosa es común añadir unas gotas de salsa Worcestershire al momento de mezclar la mayonesa con el kétchup.
En la cocina filipina se emplea como marinada, especialmente con carne de cerdo.
También se usa en México como condimento para el clamato y la michelada, asimismo es un aderezo muy popular que se le pone a las rebanadas de pizza (se recomienda que sea una pizza recién hecha o bien que no sea de cadena para realzar el sabor), inclusive muchos ocupan esta salsa para realzar el sabor de las carnes asadas al carbón o bien cocinadas en distintos platillos. En ocasiones también se usa como aliño para la versión mexicana de la carne tártara.
En Canadá se usa para el cóctel César, similar al bloody mary, sustituyendo el jugo de tomate por clamato.
En El Salvador se usa para acompañar los cócteles de mariscos y ceviches. El comensal añade la salsa al gusto.
En Costa Rica es muy utilizada en la gastronomía del país, para platillos típicos como los tamales o el gallopinto.
En Venezuela se le conoce como salsa inglesa y se utiliza en diversos platos como la sopa dominguera, la carne o pollo guisados y en la preparación del guiso de las hallacas, plato típico navideño.
En Tucumán, Argentina, desde el siglo XIX, se utiliza masivamente para el marinado de fetas o lonchas de carne de ternera que se sirven frías como entremés, tablas de fiambres o en sándwiches. El más típico de estos, presentes en todo bar o quiosco tucumano, es en pan negro de molde con añadido de tomate y queso. En los últimos años, en Tucumán, esta carne marinada, acompañada con queso, ha sido incorporada como ingrediente de pizze y relleno de empanadas, calzones, sorrentinos, etc. Esta provincia ostenta el mayor consumo per cápita de salsa inglesa del país.
En Chile se añade al tártaro, platillo compuesto de carne cruda molida adobada con limón, parte de la tradicional comida de influencia alemana popular en el sur del país.

## Variantes internacionales

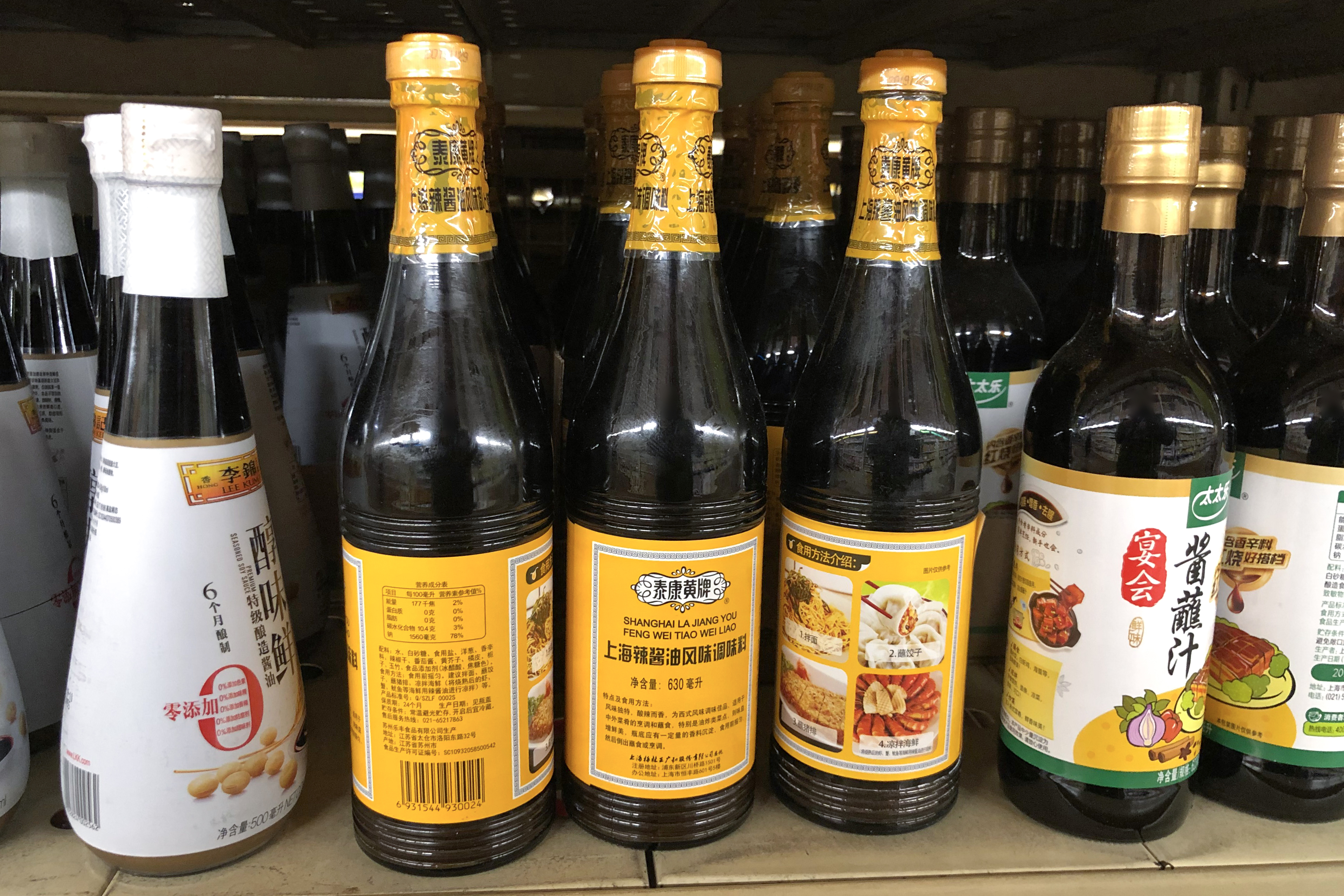
Varias salsas Worcestershire en una tienda en Shanghái.

Existe una variante japonesa de la salsa Worcestershire, a menudo conocida como salsa tonkatsu o salsa para yakisoba; está elaborada a base de frutas y verduras (entre ellas, el tomate), maduradas con azúcar, sal, especias, almidón y caramelo. El sosu japonés tiene una diversidad de texturas.
Otra variedad es la conocida en la cocina costarricense como salsa Lizano. También existe una variante de color más claro, en la cual figura el vino blanco entre sus ingredientes.